# Parapteroceras escritorii
Parapteroceras escritorii är en orkidéart som först beskrevs av Oakes Ames, och fick sitt nu gällande namn av Jeffrey James Wood. Parapteroceras escritorii ingår i släktet Parapteroceras och familjen orkidéer.
Artens utbredningsområde är Filippinerna. Inga underarter finns listade i Catalogue of Life.